# Amit Shah (homme politique)
Pour les articles homonymes, voir Amit Shah.
Amit Shah, né le 22 octobre 1964 à Bombay, est un homme politique indien. Il est président du Bharatiya Janata Party (BJP) de 2014 à 2020 et ministre de l'Intérieur depuis 2019.

## Biographie

### Jeunesse et éducation
Issu d'une riche famille de commerçants de la capitale financière indienne Bombay, il est biochimiste de formation, diplômé de l'Université d'Ahmedabad. 

### Carrière politique
Après avoir envisagé une carrière dans la banque ou la Bourse, il a ensuite trouvé sa voie dans la politique en épousant l’ascension de Narendra Modi. D'abord membre du Rashtriya Swayamsevak Sangh (RSS), il rejoint le BJP et est député de la Rajya Sabha de 2017 à 2019, organe élu indirectement, comme co-représentant du Gujarat. Il a démissionné au printemps 2019. 
Ministre de l'Intérieur et bras droit de Narendra Modi, son influence est telle que les médias parlent régulièrement du « gouvernement Modi-Shah ». Il représente le courant le plus dur du nationalisme hindou. En 2010, il est arrêté, contraint à la démission et placé en détention pendant trois mois pour l'accusation du meurtre de l'opposant politique Haren Pandya, tué par balle en 2003 dans des circonstances encore non élucidées, avant d'être relâché faute de preuve.
En 2019, il souhaite publiquement faire de l'hindi la langue officielle de l'Inde, ce qui est perçu comme une attaque contre les langues régionales.
Il a annoncé vouloir étendre l'exercice du Registre national des citoyens — visant à déchoir de la nationalité indienne les personnes qui ne peuvent prouver que leurs ancêtres étaient établis en Inde avant une date déterminée — à l'ensemble du pays, avec une date butoir pouvant remonter jusqu'au 26 janvier 1950 (date de l'adoption de la Constitution).
En 2024, il est accusé par le gouvernement canadien d'avoir ordonné la campagne de violences et de harcèlement contre les séparatistes sikhs au Canada, et l'assassinat de Hardeep Singh Nijjar à Vancouver. Le gouvernement indien qualifie ces accusations d'« absurdes et sans fondement ».

### Vie personnelle
Son fils Jay est président de la fédération internationale de cricket, le sport « roi » en Inde.